# Шипшина звичайна
Шипши́на звичайна, або соба́ча (Rosa canina L.) — багаторічна рослина родини розових, високий кущ з дугоподібно звисаючими гілками, вкритими міцними гачкуватими шипами. Вітамінозна, лікарська, харчова, медоносна, ефіроолійна, танідоносна, фарбувальна, декоративна рослина.

## Ботанічний опис
Листопадний кущ 1,5 — 2,5 м заввишки з дугоподібно звисаючими гілками. Молоді пагони зеленувато-червоні з шилоподібними шипиками та щетинками. Листки 10 — 16 см завдовжки, 6 — 12 см завширшки, чергові, непарнопірчасті з сімома, рідше дев'ятьма, листочками. Листочки з обох боків голі, овально-видовжені, пильчасті, прилистки довгі, зрослися з черешком.
Квітки поодинокі, рідше зібрані по три — п'ять у щиткоподібних суцвіттях, оточених приквітками. Чашолистків п'ять, вони пірчасторозсічені, після цвітіння спрямовані вниз, а незадовго до достигання плодів частково відпадають. Віночок до 5 см завширшки, рожевий або біло-рожевий з п'ятьма вільними пелюстками. Квітколоже увігнуте, тичинок і маточок багато. Плоди ягодоподібні, 18 — 20 мм завдовжки, червоно-оранжеві, різні за формою, з численними волосистими сім'янками.
Шипшина собача росте на схилах, узліссях, рідше під пологом мішаних і листяних лісів, уздовж доріг, на пустищах.

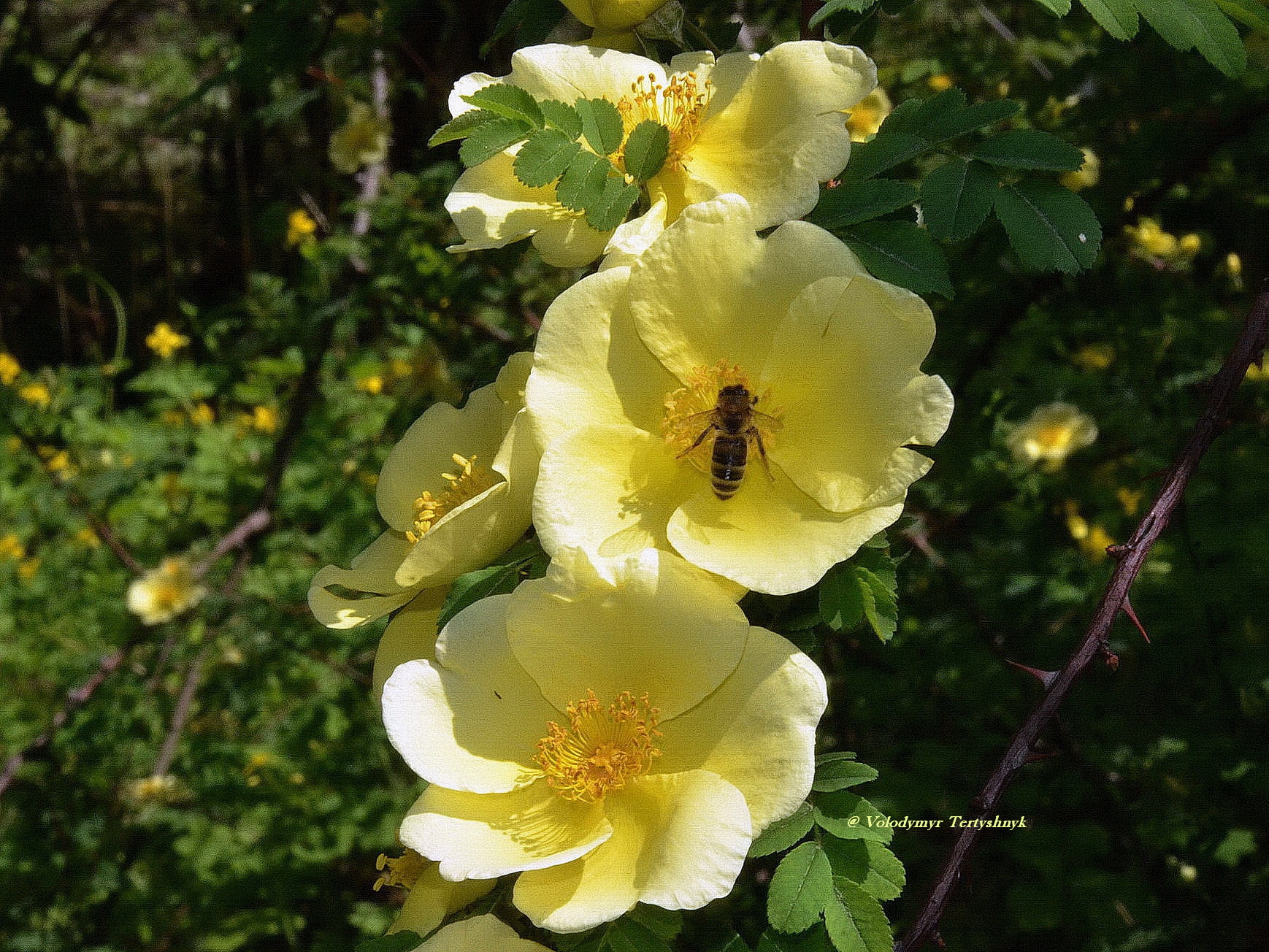
Шипши́на звичайна (Rosa canina L.) нетипового жовтого забарвлення

Світлолюбна, морозостійка рослина. Цвіте у травні — червні, плоди достигають у серпні — вересні. Поширена шипшина собача на Поліссі, в лісостепу, степу.

## Хімічний склад
Плоди шипшини собачої містять аскорбінову кислоту (зрідка до 1 %, частіше 0,2 % або й менше), шипшини коричної — до 5 — 6 %, рідко більше (іноді до 14 %), у середньому 2 — 3 %. Вміст інших речовин практично не відрізняється: флавоноїди — похідні кверцетину, кемпферолу та антоціани, катехіни, каротиноїди — до 8 мг%, пантотенова, нікотинова кислота та її амід, вітамін В1, В2, К, Е, пектинові речовини, тритерпени, лимонна і яблучна кислоти, цукри, фітонциди, ефірні олії, дубильні речовини, мікроелементи калій, марганець, залізо, фосфор, кобальт, магній, кальцій тощо.

## Фармакологічні властивості
Завдяки багатому вмісту вітамінів і флавоноїдів плоди шипшини мають різнобічну дію. Виявляють діуретичну, кровоспинну і в'яжучу дію. Плоди шипшини знижують вміст холестеролу в крові, уповільнюють відкладання атеросклеротичних бляшок у кровоносних судинах. Вітаміни та каротин активізують ензимну систему, посилюють регенерацію тканин, синтез гормонів і впливають сприятливо на вуглеводний обмін та проникність судин. Вміст вітаміну P сприяє зменшенню крихкості капілярів, допомагає використанню аскорбінової кислоти організмом.
Вітамін K бере участь у творенні протромбіну і впливає на нормальне зсідання крові. Інші вітаміни мають важливі фізіологічні функції. Плоди шипшини діють сприятливо при авітамінозі та як зміцнювальний засіб у реконвалесцентний період. Плоди шипшини у лікарських формах приймають з метою профілактики цинги та гіповітамінозів C і P, при геморагічних діатезах, різних кровотечах, включаючи спричинені променевою хворобою, при хворобах печінки (хронічний гепатит, холецистит, холангит), при нефропатії вагітних (хвороби нирок і сечового міхура), ранах, які мляво гояться, переломах кісток, дистрофіях, при посиленні фізичних навантажень, розумовому напруженні, у періоди вагітності та лактації, позитивний вплив вітаміну С при атеросклерозі. Як загальнозміцнюючий засіб (при гострих і хронічних інфекціях, дистрофії, фізичних навантаженнях тощо)

## Використання

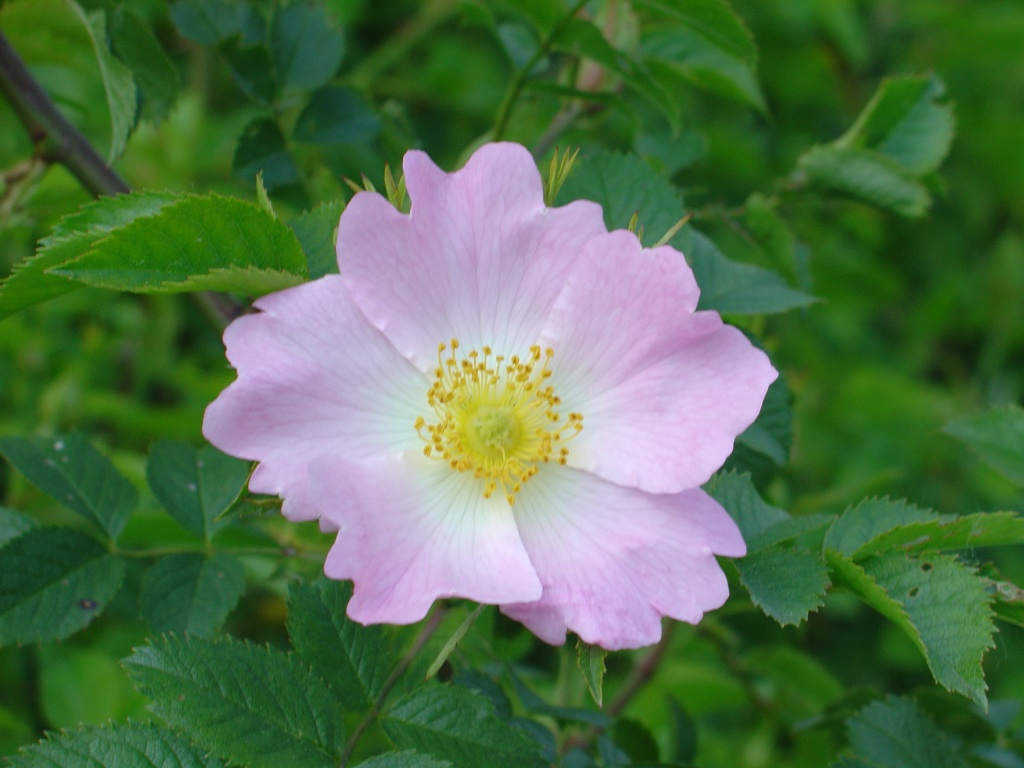
Квітка типового забарвлення.

Вітамінозна, лікарська, харчова, медоносна, ефіроолійна, танідоносна, фарбувальна, декоративна рослина. Промислова заготівля можлива в усіх областях України. Запаси сировини значні, в середньому щорічно збирають понад 1000 т плодів.

### Харчове використання

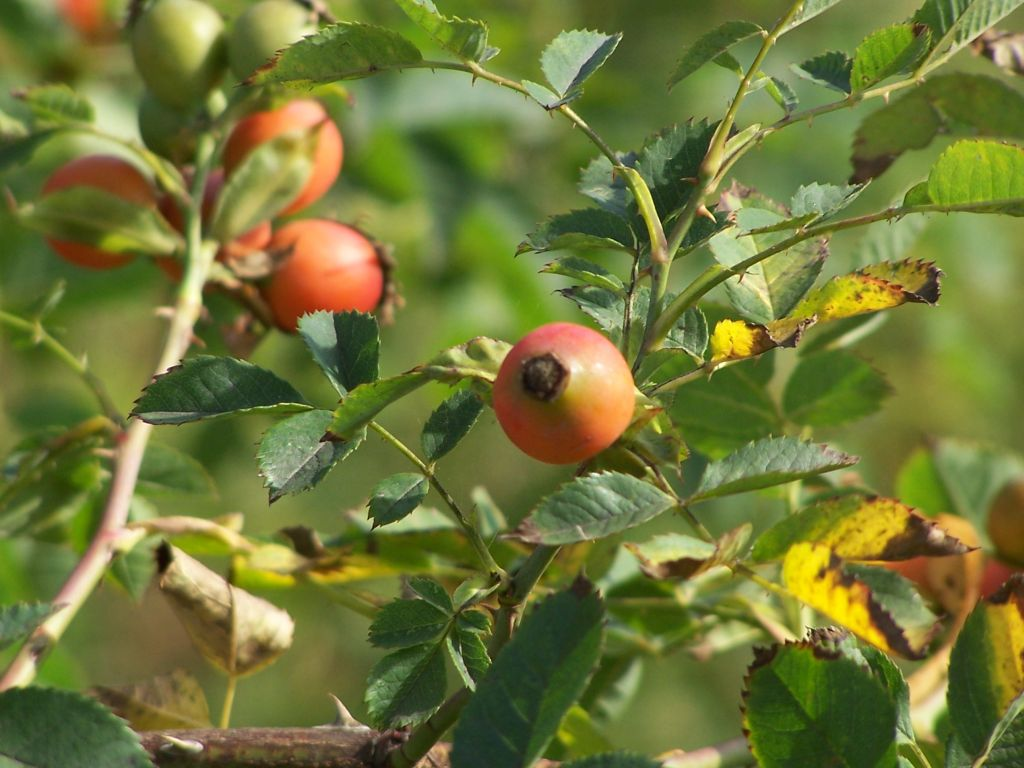
Плоди шипшини

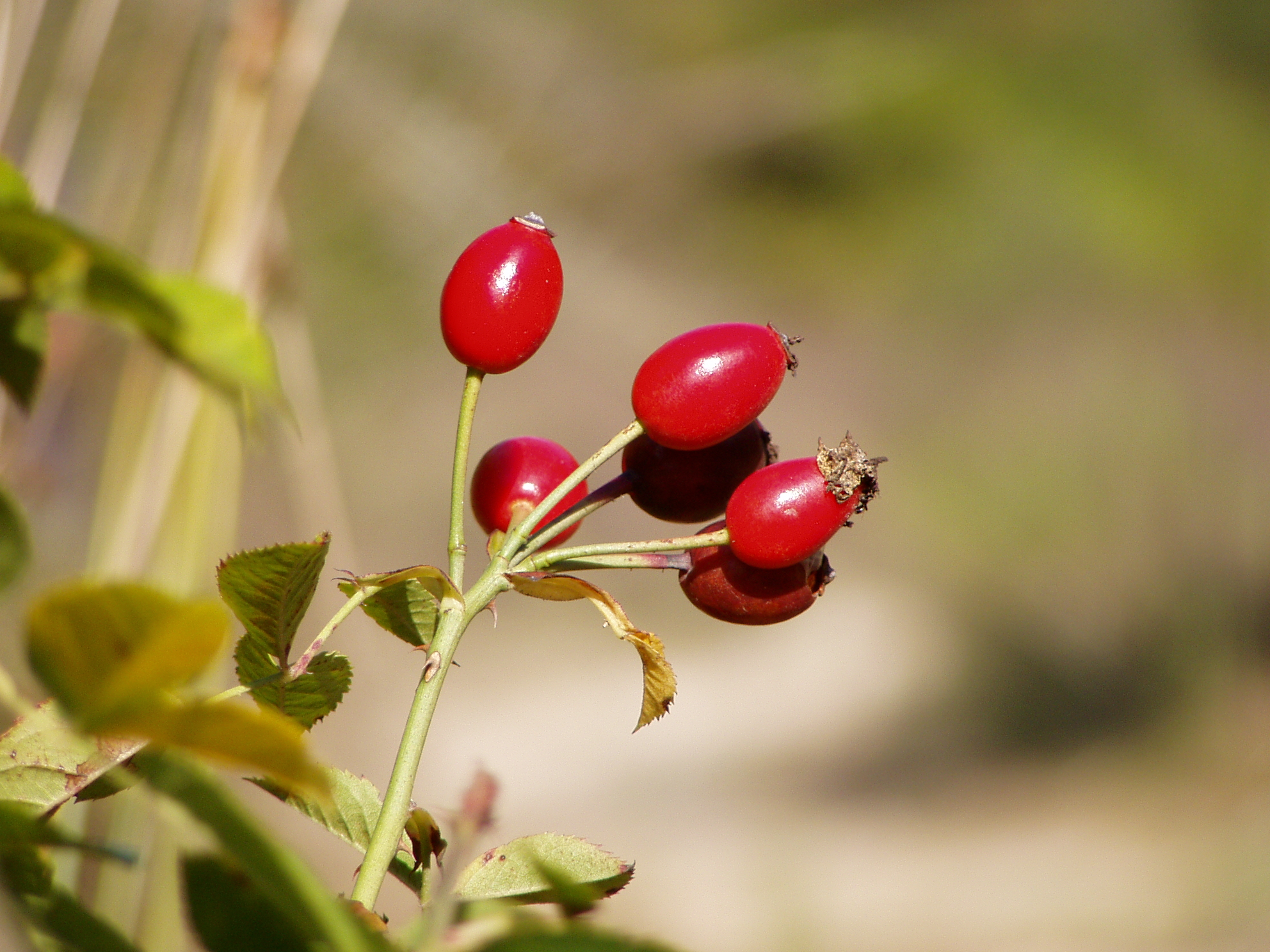

Вони містять вітамін C (від 1000 до 4800 мг%), каротин, вітаміни B2, P, K, E. З плодів готують сироп, чай, варення (джем і мармелад), їх використовують для приготування пирогів, рагу або вина. Також з неї виготовляють кристалічну аскорбінову кислоту, сухі препарати з плодів шипшини у вигляді таблеток, таблетки «вітамін С з глюкозою» тощо. В Словаччині шипшину використовують при виготовленні безалкогольного напою Cockta.
Для отримання з плодів шипшини повидла протягом 10 хвилин кип'ятять один кілограм плодів у літрі води, потім протирають через решето. До отриманої маси додають цукор і трохи лимонної кислоти для смаку і варять на водяній бані до густоти.
Плоди шипшини придатні для виробництва цукерок, мармеладу, драже, а концентровані препарати з них додають до кондитерських виробів для їх вітамінізації. З них готують наливки, безалкогольні напої, вина, чайно-кавові сурогати, які відзначаються ароматичністю, що зумовлена наявністю ефірних олій. Підсмажені на легкому вогні плоди використовують для приготування «кави», яка має запах ванілі.
З квітів роблять сироп, їдять у салатах, зацукровують або консервують в оцті, меді чи бренді. У Польщі з пелюсток роблять варення, яке особливо добре підходить для начинки пончиків.

### Медичне використання
У науковій медицині застосовують плоди шипшини, які рекомендують при хворобах печінки і жовчного міхура, а також як полівітамінний засіб. З них готують препарат холосас.

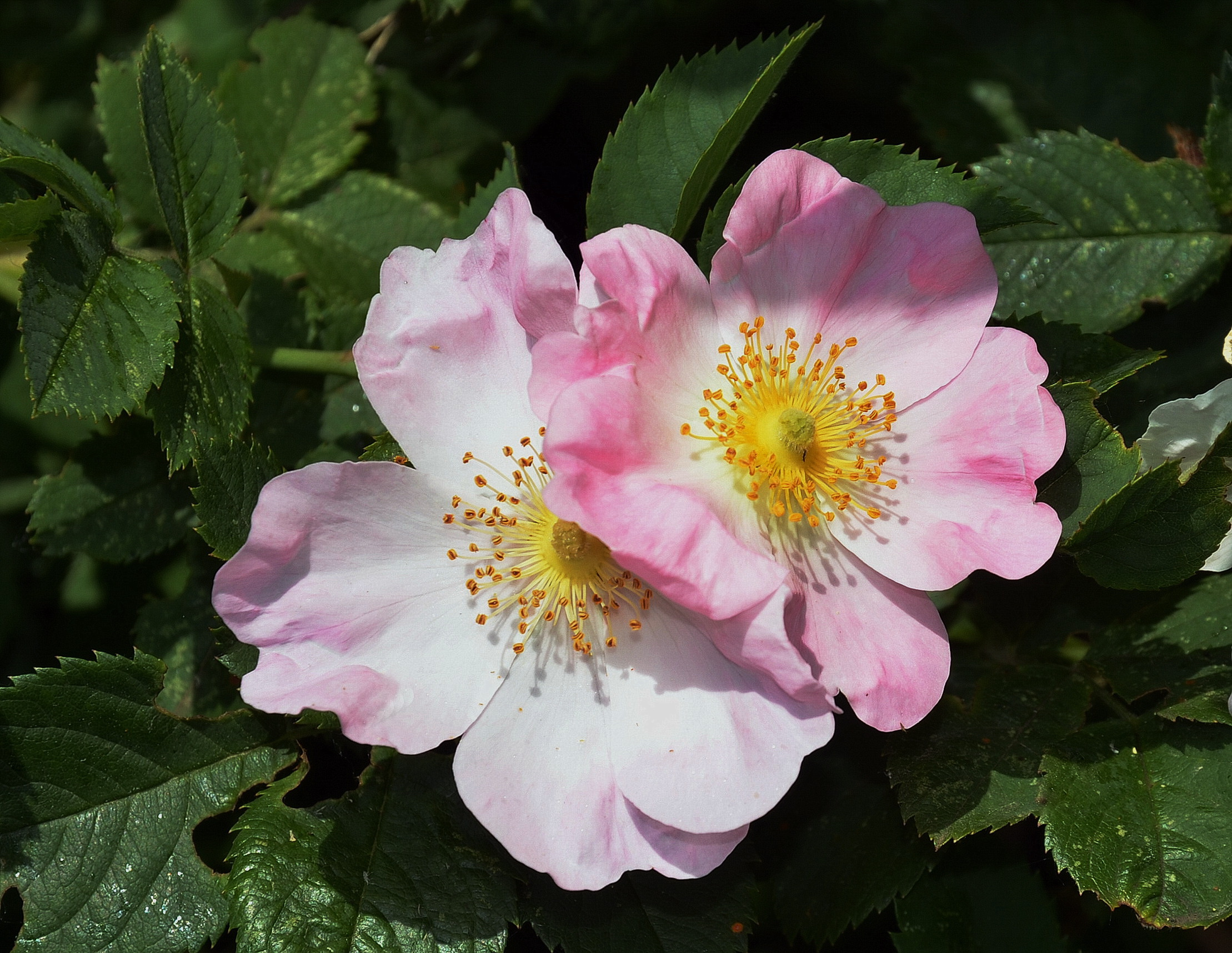
Шипшина звичайна. Квіти в травні

У народній медицині плоди застосовують при хворобах печінки, нирок, сечового міхура, серця, при підвищеній кислотності шлункового соку, туберкульозі легень, гіпертонії. Пелюстки, уварені з медом, застосовують при рожистих запаленнях шкіри, відвар коренів — при каменях у нирках і гіпертонії; гілки — при дизентеріях і розладах кишково-шлункового тракту. Маслянистий екстракт та олія шипшини використовують зовнішньо при трофічних виразках, деяких захворюваннях шкіри і слизових оболонок.
Вітамінний відвар, або чай, роблять наступним чином: кип'ятять столову ложку м'якоті плодів шипшини в трьох чвертях склянки води 8 хвилин і потім настоюють 2 години. Сухі плоди (10 грамів на одну склянку води) кип'ятять також 8 хвилин і настоюють 10 годин.
З сухих плодів роблять і порошок. Одну столову ложку порошку кип'ятять у трьох чвертях склянки води 8 хвилин; вживають відвар, не настоюючи його. П'ють цей вітамінний напій по пів склянки або склянці на день.
Деякі препарати:
- Холосас
- Сироп шипшини
- Олія шипшини
- Каротолін

У гомеопатії для виготовлення ліків застосовують свіжі плоди.

### Використання у садівництві
За часів Другої світової війни у США троянду висаджували в садах перемоги. Її досі можна зустріти по всій країні, в тому числі на узбіччях доріг, на пасовищах і в природоохоронних зонах. Завдяки посухостійкості та здатності до паросткового поновлення, добре розвиненій кореневій системі шипшина ціниться в протиерозійних і захисних насадженнях. Інші види шипшини мають аналогічне застосування.
Шипшини мають важливе значення в декоративному садівництві як підщепи для вирощування садівного матеріалу культивованих сортів троянд.

### Інше використання
Шипшина не виділяє багато нектару, але її охоче відвідують бджоли і збирають з неї велику кількість пилку. На шипшині іноді виділяється падь. Рекомендують висаджувати її у місцях, де наприкінці травня — першій половині червня мало пилконосів.
Пелюстки шипшини — сировина для ефіроолійної промисловості, парфумерії, лікеро-горілчаного виробництва. З насіння добувають жирну олію, багату каротином (до 40 %). Використовують при пролежнях, трофічних виразках, дерматозах, як жовчогінний, сечогінний протизапальний засіб. Ефірна олія шипшини складається переважно зі спиртів, монотерпенів та сесквітерпенів.
У коренях і галах шипшини містяться таніди. Їх можна використовувати для фарбування тканин у коричневий колір.

## Збирання, переробка та зберігання
Збирають плоди у стадії повної стиглості, але не перестиглими. Збирають їх вручну, одягаючи фартухи та брезентові рукавиці. Зібрані плоди сортують, укладають у невеликі плетені кошики й відправляють для переробки.
Сушать плоди цілими або подрібненими у печах чи сушарках, при температурі 80—90 °C, розстилаючи тонким шаром. Висушені плоди відділяють від чашолистків на спеціальних віялках або решетах і пакують у паперові мішки чи тюки вагою по 40—50 кг. Зберігають у сухих прохолодних приміщеннях. Строк зберігання — два роки.